# Cynthia Valdez
Cynthia Yazmín Valdez (Guadalajara, Jalisco, 11 de diciembre de 1987) es una ex gimnasta rítmica mexicana, multimedallista en los Juegos Panamericanos de 2007 y 2011. Se retiró en marzo de 2015.
En los Juegos Panamericanos de 2011, la gimnasta fue la única que ganó medalla en cada una de las competencias del concurso individual.

## Trayectoria

### Medallas
| Juegos                       | Evento             | Resultado         |
| ---------------------------- | ------------------ | ----------------- |
| Juegos Panamericanos de 2003 | Individual cinta   | Medalla de bronce |
| Juegos Panamericanos de 2007 | Individual general | Medalla de plata  |
| Juegos Panamericanos de 2007 | Individual cinta   | Medalla de bronce |
| Juegos Panamericanos de 2007 | Individual cuerdas | Medalla de bronce |
| Juegos Panamericanos de 2007 | Individual mazas   | Medalla de bronce |
| Juegos Panamericanos de 2011 | Individual general | Medalla de plata  |
| Juegos Panamericanos de 2011 | Individual aro     | Medalla de oro    |
| Juegos Panamericanos de 2011 | Individual clavas  | Medalla de oro    |
| Juegos Panamericanos de 2011 | Individual pelota  | Medalla de plata  |
| Juegos Panamericanos de 2011 | Individual listón  | Medalla de plata  |